# Draco
Draco – rodzaj jaszczurek z podrodziny Draconinae w obrębie rodziny agamowatych (Agamidae).

## Zasięg występowania
Rodzaj obejmuje gatunki występujące w lasach południowej i południowo-wschodniej Azji (Chińska Republika Ludowa, Indie, Bangladesz, Mjanma, Laos, Wietnam, Kambodża, Tajlandia, Malezja, Singapur, Filipiny, Brunei, Indonezja i Timor Wschodni).

## Charakterystyka
Cechą charakterystyczną gatunków z tego rodzaju jest posiadanie błon lotnych, utworzonych z fałdów skórnych rozpiętych na znacznie przedłużonych ruchomych żebrach, tak iż z obu stron ciała powstaje  mocno napięty żagiel. Poprzez ruch żeber mogą zwijać i rozwijać żagiel (fałdy) na kształt wachlarza, dzięki czemu te zwierzęta są zdolne do lotu ślizgowego, mogą nawet kontrolować kąt opadania. Z tego powodu nazywane są latającymi smokami. Osiągają 30 cm długości.

## Systematyka

### Etymologia
- Draco (Draconus): łac. draco, draconis „smok, wąż”, od gr. δρακων drakōn, δρακοντος drakontos „wąż, smok”[10].
- Dracunculus: łac. draco, draconis „smok, wąż”, od gr. δρακων drakōn, δρακοντος drakontos „wąż, smok”[10]; przyrostek zdrabniający -ulus[11]. Gatunek typowy: Draco lineatus Daudin 1802.
- Rhacodracon: gr. ῥακος rhakos „taśma”[12]; δρακων drakōn, δρακοντος drakontos „wąż, smok”[10]. Gatunek typowy: Draco fimbriatus Kuhl, 1820.
- Pterosaurus: gr. πτερον pteron „skrzydło”[13]; σαυρος sauros „jaszczurka”[14]. Gatunek typowy: Draco dussumieri Duméril & Bibron, 1837.
- Pleuropterus: gr. πλευρoν pleuron „żebro, bok”[15]; πτερον pteron „skrzydło”[13]. Gatunek typowy: Draco haematopogon Gray, 1831.
- Dracontoidis: gr. δρακων drakōn, δρακοντος drakontos „wąż, smok”[10]; -οιδης -oidēs „przypominający”[16]. Gatunek typowy: Draco lineatus Daudin, 1802.
- Dracocella: rodzaj Draco Linnaeus, 1758; łac. przyrostek zdrabniający -ella[17]. Gatunek typowy: Draco dussumieri Duméril & Bibron, 1837.

### Podział systematyczny
Do rodzaju należą następujące gatunki:

- Draco abbreviatus Hardwicke & Gray, 1827
- Draco beccarii Peters & Doria, 1878
- Draco biaro Lazell, 1987
- Draco bimaculatus Günther, 1864
- Draco blanfordii Boulenger, 1885
- Draco boschmai Hennig, 1936
- Draco caerulhians Lazell, 1992
- Draco cornutus Günther, 1864
- Draco cristatellus Günther, 1872
- Draco cyanopterus Peters, 1867
- Draco dussumieri Duméril & Bibron, 1837
- Draco fimbriatus Kuhl, 1820
- Draco formosus Boulenger, 1900
- Draco guentheri Boulenger, 1885
- Draco haematopogon Gray, 1831
- Draco hennigi Musters, 1983
- Draco indochinensis Smith, 1928
- Draco iskandari McGuire, Brown, Mumpuni, Riyanto & Andayani, 2007
- Draco jareckii Lazell, 1992
- Draco lineatus Daudin, 1802
- Draco maculatus (Gray, 1845)
- Draco maximus Boulenger, 1893
- Draco melanopogon Boulenger, 1887
- Draco mindanensis Stejneger, 1908
- Draco modiglianii Vinciguerra, 1892
- Draco norvillii Alcock, 1895
- Draco obscurus Boulenger, 1887
- Draco ornatus (Gray, 1845)
- Draco palawanensis McGuire & Alcala, 2000
- Draco punctatus Boulenger, 1900
- Draco quadrasi Boettger, 1893
- Draco quinquefasciatus Hardwicke & Gray, 1827 – smok pięciosmugi[18]
- Draco reticulatus Günther, 1864
- Draco rhytisma Musters, 1983
- Draco spilonotus Günther, 1872
- Draco spilopterus (Wiegmann, 1834)
- Draco sumatranus Schlegel, 1844
- Draco supriatnai McGuire, Brown, Mumpuni, Riyanto & Andayani, 2007
- Draco taeniopterus Günther, 1861
- Draco timoriensis Kuhl, 1820
- Draco volans Linnaeus, 1758 – smok latający[19]
- Draco walkeri Boulenger, 1891